# سه‌برار
روستای سه برار واقع در  شهرستان گرمسار استان سمنان ایران است.
در حال حاضر تعداد ۷۰خانوار و در حدود ۲۳۰-۲۴۰نفر جمعیت روستا را تشکیل می‌دهند. مردم این روستا به دامپروری مشغولند ویا دارای کار دولتی می‌باشند. همچنین در این روستا به پرورش شتر نیز می‌پردازند. در حال حاضر با وجود قرارگیری این منطقه در حوزهٔ روستایی، طی    ۴ -۳ سال گذشته، همزمان با شروع ساخت بیمارستان که در ابتدای روستا قرار دارد، کم کم از بافت روستایی فاصله گرفته و به بافت شهری تبدیل شده‌است.

## پیشینه
در زمان‌های قدیم این روستا توسط سه مرد که بعضی معتقدند که با هم برادر بوده‌اند ولی بعضی بر این باورند که دوستی صمیمانه‌ای داشتند در هر صورت این سه تن توسط خان قلعه‌ای در نزدیکی روستا که هنوز هم پا برجاست و ثبت شده به این منطقه فرستاده شدند تا کارهای کشاورزی و دامداری را انجام دهند که به مرور باعث به وجود آمدن روستا گردید. هنوز هم پس از سال‌ها خانواده‌های همان سه تن در این روستا زندگی می‌کنند.

## امکانات
این روستا در حال حاضر فاقد موارد زیر است:
- مدرسه(که دانش آموزان در دبستان حیات در روستای اطراف تحصیل می‌کنند)
- قبرستان(مرده‌های خود رادر روستای کوشک و قاطور دفن می‌کنند.)
- دهداری(البته بیمارستانی در حال ساخت است)
- مسجد
- امام زاده و.. است در حال حاضر دانش آموزان این روستا در روستاهای اطراف یا گرمسار تحصیل می‌کنند.
این روستا همچنین دارای امکانات شهری از جمله:
- آب لوله کشی
- برق
- گاز
- تلفن و... است.

## آداب و رسوم
این روستا امروزه هیچگونه آداب و رسوم خاصی ندارد. ولی در زمان‌های گذشته با شتر هیزم در خانهٔ عروس می‌بردند و عروس را سوار بر شتر می‌کردند. نوعی کار اعتقادی برای خوشبختی طلقی می شده‌.
همچنین امروزه لباس محلی به چشم نمی‌خورد ولی در گذشته برخی از خانم‌ها از منجیل استفاده می‌کردند که از عشایر چهارمحال و بختیار وارد فرهنگشان شده بود. در واقع این روستا از سه فرهنگ متفاوت است به این دلیل که آن سه تن تبعیدی بودند به همین خاطر زبان آن‌ها متاثر از گویش مازنی لباس آنان بر گرفته از فرهنگ بختیاری و اعتقادات مردم روستا مانند مردم فارس است. این روستا در سالیان قبل توسط شخصی به نام پازوکی از نواحی مازندران احیا شده‌است و همچنین سه برج در این روستا ساخته شده که در حال حاضر به علت زلزله کاملاً تخریب شده‌است که به گویش مازنی این سه برج را سه برار می‌نامیدند که نماد وحدت بوده‌است. امروزه این روستا به دلیل گسترش شهر به شهرک تبدیل شده که این مسئله باعث نابودی هر چه سریعتر بافت قدیمی شده‌است.